# Batalla de Sablat
La batalla de Sablat se libró el 10 de junio de 1619 en Sablat (actualmente Záblati o Prachatice) en Bohemia (República Checa). Fue una de las primeras confrontaciones militares de la Guerra de los Treinta Años.
En esta batalla se enfrentaron el ejército protestante, al mando de Ernesto de Mansfeld, y las tropas católicas del Sacro Imperio Romano Germánico mandadas por el Conde de Bucquoy, que se saldó con la victoria del ejército del emperador Fernando II.
El Conde de Bucquoy obligó a Mansfeld a entrar en combate cuando se dirigía a Budweis. Mansfeld sufrió una grave derrota y perdió al menos 1500 hombres y toda la impedimenta. A consecuencia de ello los checos tuvieron que abandonar el asedio de Budweis y Mansfeld permaneció inactivo por largo tiempo (no tomó parte en la batalla de la Montaña Blanca) e incluso llegó a ofrecer sus servicios al emperador.